# Planctoteuthis lippula
Planctoteuthis lippula (Chun, 1908) è una specie di calamaro appartenente alla famiglia Chiroteuthidae, caratterizzata da un corpo gelatinoso e fragile, tipico degli ambienti marini profondi. Questa specie è stata descritta per la prima volta da Carl Chun nel 1908, basandosi su due paralarve raccolte nell'Oceano Atlantico.

## Descrizione
Gli individui di P. lippula presentano un mantello allungato, con pinne di forma circolare. Le braccia sono dotate di numerose ventose disposte in due serie, mentre le braccia IV (quarta coppia di braccia) possono avere ventose disposte in una singola serie. I tentacoli terminano in una clava corta e larga, dotata di una carena distintiva e ventose quasi lisce, con membrane protettive lungo entrambi i bordi. Una caratteristica distintiva è l'apparato di bloccaggio dell'imbuto, che presenta una struttura ampia con un solco centrale profondo e un antitrago basso e largo.

## Descrizione e habitat
P. lippula è stato segnalato sia nell'Oceano Atlantico che nel Pacifico centrale. Studi condotti nelle acque hawaiane hanno rilevato che gli esemplari giovani abitano strati d'acqua compresi tra 200 e 300 metri di profondità, mentre gli individui più maturi sono stati catturati a profondità superiori ai 700 metri, suggerendo una migrazione ontogenetica verso acque più profonde con l'aumentare dell'età.

## Biologia
Le paralarve di P. lippula, note come doratopsidi, presentano un collo e un pilastro brachiale allungati e trasparenti, con l'esofago posizionato centralmente nel pilastro brachiale. Un aspetto distintivo è la presenza di due cromatofori sulla linea mediana ventrale vicino alle braccia e l'assenza di un cromatoforo ventrale tra gli occhi. Durante lo sviluppo, la clava tentacolare subisce una trasformazione: la porzione distale mantiene le caratteristiche tipiche della doratopside, mentre la porzione prossimale sviluppa una struttura presumibilmente adulta con ventose più piccole, che scompaiono nel giovane adulto.

## Tassonomia
Inizialmente descritta come Valbyteuthis lippula da Chun nel 1908, la specie è stata successivamente assegnata al genere Planctoteuthis da Pfeffer nel 1912. La classificazione all'interno del genere Planctoteuthis è stata oggetto di revisioni, con discussioni riguardanti le differenze morfologiche tra le specie, in particolare riguardo alla struttura dell'antitrago nell'apparato di bloccaggio dell'imbuto.